# Живий ланцюг Соборності
Живий ланцюг Соборності — щорічна акція, що присвячена Дню Соборності України Учасники акції символічно об'єднують береги Дніпра «живим ланцюгом» на мосту Патона в Києві, рухаючись назустріч двома колонами — з лівого берега (символізує Українську Народну Республіку) та з правого берега (символізує Західно-Українську Народну Республіку).

## Мета
Метою Живого Ланцюга соборності є нагадати українцям про визначні дати в історії української державності — 22 січня 1918 року, коли Центральною Радою було прийнято IV Універсал, та 22 січня 1919 року, коли відбулося об'єднання Української Народної Республіки та Західно-Української Народної Республіки в одну державу. Це є свідченням того, що саме українці є творцями власної держави.
Акція не є політичною, тому будь-яка партійна чи організаційна атрибутика під час її проведення заборонена.

## Організатори
Організатором проведення «Живий ланцюг Соборності» є громадська організація Братство козацького бойового Звичаю «Спас» (м. Київ) [Архівовано 31 серпня 2016 у Wayback Machine.] та Громадська спілка «Центр національно-патріотичного виховання» [Архівовано 5 січня 2019 у Wayback Machine.] (м. Київ), діяльність яких загалом присвячена збереженню та поширенню серед молоді як воїнських традицій українського козацтва, так і української культури загалом.
Ініціатором «Живого ланцюга Соборності» є голова Братства козацького бойового Звичаю «Спас» — Вадим Васильчук.
Організатор — Євген Квасков, учасник Живого ланцюга 1990 р., голова Громадської спілки «Центр національно-патріотичного виховання».

## Історичне підґрунтя

Живий ланцюг 21 січня 1990 року, коли майже три мільйони людей взялися за руки, з'єднавши Івано-Франківськ, Львів, Рівне, Житомир та Київ у день 71-річчя Злуки УНР і ЗУНР

### IV Універсал (1918 рік)
9 січня (22 січня за старим стилем) 1918 — проголосив УНР «самостійною, ні від кого незалежною, вільною суверенною державою українського народу», а виконавчий орган, Генеральний Секретаріат — Радою Народних Міністрів. Він замінив постійну армію міліцією, доручив провести вибори народних рад — волосних, повітових і місцевих, установив монополію торгівлі, контроль над банками, підтвердив закон про передачу землі селянам без викупу, прийнявши за основу скасування власності і соціалізацію землі. Доручив Раді Народних Міністрів продовжувати розпочаті переговори з Центральними державами і довести до підписання миру; закликав усіх громадян УНР до боротьби з більшовиками.

### Акт злуки УНР та ЗУНР (1919 рік)
Велика Злука — урочисте оголошення 22 січня 1919 р. на Софійському майдані в Києві універсалу про об'єднання УНР і ЗУНР у соборну Україну, День соборності України.
22 січня 1918 року Центральна Рада своїм Четвертим Універсалом проголосила Українську Народну Республіку самостійною, незалежною, вільною державою українського народу. А 22 січня 1919 р. відбулося об'єднання УНР і Західно-Української Народної Республіки (ЗУНР).
Текст універсалу: Віднині на всіх українських землях, розділених віками, Галичині, Буковині, Закарпатській Русі й Наддніпрянщині буде єдина велика Україна. Мрії, задля запровадження яких найкращі сини України боролися і вмирали, стали дійсністю.

### «Живий ланцюг» від Івано-Франківська до Києва (1990 рік)
Живий ланцюг — символічна акція, яку проводять великі гурти людей, узявшись за руки. В Україні найбільша така подія відбулася у неділю 21 січня 1990 року, коли близько три мільйони людей взялися за руки, з'єднавши Івано-Франківськ (через Львів) і Київ у день 71-річчя Злуки УНР і ЗУНР. Цей живий ланцюг був одним з наймасштабніших у світовій історії та став ще одним кроком до здобуття незалежності України.
Акцію «живий ланцюг» Івано-Франківськ — Київ було організовано Народним Рухом України. У ній взяло участь за офіційними даними (КПРС) близько 450 тисяч чоловік (за неофіційними — від 1 до 5 мільйонів).
Після проведення ланцюга 21 січня 1990 року в переддень свята Злуки в Києві на Софійському майдані, в Івано-Франківську на Вічевому майдані й у Львові біля пам'ятника Іванові Франкові відбулися мітинги-молебні.

## «Живий ланцюг Соборності» на мосту Патона (Київ)

### Перший «живий ланцюг» на мосту Патона(2008 рік)
22 січня 2008 року на мості Патона близько сотні веселих, розфарбованих у кольори українського національного прапора людей, святкували День соборності України. Організатором акції виступило Братство козацького бойового Звичаю «Спас».
Братчики та всі охочі взяли участь у акції символічного об'єднання двох берегів Дніпра, умовно — двох частин України: правобережної та лівобережної. Вирушивши о 8:00 з двох кінців моста, дві когорти людей, які й символізували населення берегів Дніпра, зустрілися посередині й побраталися на знак єдності українського народу. Потім усі присутні утворили «живий ланцюг», що простягнувся на кілька сотень метрів на мосту Патона, заспівали національний гімн та ще кілька пісень про Україну, нагадавши проїжджим про неймовірну символічну акцію 1990 року.
Далі спасівці роз'їхалися в різні куточки Києва, де роздавали вітальні листівки та в'язали на машини жовто-блакитні стрічечки, щоби столиця в цей день пригадала, що вона є серцем України.

### Другий «живий ланцюг» на мосту Патона(2009 рік)
Сьома ранку 22 січня 2009 року. Біля мосту Патона зібралося кілька сотень хлопців та дівчат із синьо-жовтими стягами в руках і на обличчі. Небо не обіцяло гарної погоди на день, проте юнаки і дівчата своїми посмішками переконували перехожих, що навіть погодні умови можна перемогти єдністю і позитивним настроєм. Так починалася 90-та річниця Дня соборності України
Дофарбувавши кольорами національного стягу свої обличчя, учасники акції, присвяченої 90-тій річниці Дня соборності України, вирушили на міст Патона. Рухаючись до його середини з обох берегів Дніпра, хлопці та дівчата несли букви, склавши які можна було прочитати «Українська народна республіка» та «Західно-українська народна республіка», а також величезні полотнища синього і жовтого кольорів, які з'єдналися на середині мосту, утворивши прапор довжиною у 30 метрів. Далі усі взялися за руки, співали Гімн України, патріотичних пісень і утворили «живий ланцюг», показавши таким чином соборність України.
В межах цього заходу діяла ще одна акція — конкурс розмальованих облич «Синьо-жовта посмішка». Треба зазначити, що уяви і ентузіазму у цій справі не бракувало нікому.
По закінченні святкування на мосту Патона, учасники розійшлися по різних куточках Києва, аби вітати перехожих зі святом, даруючи листівку і синьо-жовту стрічку.

### Третій «живий ланцюг» на мосту Патона (2010 рік)
В 2010-му, третій рік поспіль Братство козацького бойового звичаю «Спас» ініціює об'єднання двох берегів Дніпра «живим ланцюгом».
Коли сонце ледь-ледь почало показуватися з-за обрію з Лівого і Правого берега почали формуватися ланцюги, які мали об'єднатися посередині мосту. Через деякий час єдиний прапор було складено, а два береги браталися з щирою радістю. Варто відзначити ще один цікавий момент — це символічна підтримка водіїв звуковими сигналами їхніх машин
Символічним стало виконання разом гімну, причому знайшлося декілька людей, які слідкували за тим, щоб слова лунали вчасно. Після виконання гімну жовто-блакитна колона рушила містом. Завершенням акції стали стрічки, які отримував кожен охочий в честь свята Соборності, почепивши її на рюкзак чи сумку, громадяни показували свою повагу до власної історії.

### Четвертий «живий ланцюг» на мосту Патона (2011 рік)
22 січня 2011 року на київському мості Патона не було де ступити. Вже четвертий рік поспіль ГО Братство козацького бойового Звичаю «Спас» організувало «живий ланцюг», аби з'єднати два береги Дніпра, в знак єдності українського народу.
В 2011 році більше 1000 учасників взявшись за руки витягнулись майже на весь півторакілометровий міст. Родзинками святкування вкотре стали 30-метровий державний прапор, що розгорнули організатори посеред мосту, а також конкурс розмальованих облич. Наприкінці, всім учасникам були роздані синьо-жовті стрічки, аби ними в рамках акції «причепи стрічку, приєднайся до святкування Дня Соборності», долучити до свята своїх друзів та рідних. Акція як і завжди не несла політичного забарвлення, саме тому, на святі була заборонена символіка політичних та громадських організацій.
В 2011-му році акція проходила за підтримки друзів: РЦПВ «Звитяга», Український погляд, СТК «Скіфи», ВМГО «Демократичний Альянс», Спудейське Братство НаУКМА, НСОУ «Пласт» (станиця Київ), Фундація регіональних ініціатив, Молодіжний Націоналістичний Конгрес, Громадянський рух «Відсіч», «Молода Просвіта».

### П'ятий «живий ланцюг» на мосту Патона (2012 рік)
У неділю, 22 січня, вже 5-й рік поспіль, міст Патона заповнився національною символікою: кияни і всі небайдужі відсвяткували 93 річницю проголошення Соборності України і 94 річницю проголошення Незалежності України.
Більше тисячі учасників, узявшись за руки, утворили живий ланцюг, який об'єднав обидва береги Дніпра. А організатори акції, БКБЗ «Спас», під бій литаврів, показали символічне об'єднання представників УНР та ЗУНР. І все це — під безперервне виконання народних пісень і привітань один одного. Вітання лунали не лише від безпосередніх учасників: під час акції відбувся телефонний марафон зі святкуючими День Соборності у Донецьку.
Після утворення «живого ланцюга», організатори, традиційно, провели конкурс на найкращий малюнок на обличчі. До слова, малюнки на обличчях щороку стають все більше креативними. Та і синьо-жовтими барвами прикрасили щоки майже усі часники Святкування. Тож цьогоріч розгорнулася ціла художня боротьба за перемогу. А трьох переможців визначили самі ж учасники та гості акції власними оплесками. Не лише міст Патона став місцем Святкування Дня Соборності. Після утворення «живого ланцюга», учасники акції рушили ходою до Музею Гончара. На шляху роздаючи синьо-жовті стрічки і співаючи народних пісень.
У музеї відбувся концерт за участі гурту «TaRuta», Сергія Василюка (гурт «Тінь Сонця») та Олександра «Яреми» Ярмоли (гурт «Гайдамаки»). Нагадаємо, що святкування Дня Соборності на мосту Патона відбувається вже вп'яте. І воно стало рекордсменом за кількістю учасників та представників ЗМІ. Також рекордною стала довжина прапора, розтягнутого учасниками — більше 30 метрів. Але постійні організатори акції, БКБЗ «Спас», не планують зупинятися на досягнутому. І наступного року очікується ще більш масштабна подія!

### Шостий «живий ланцюг» на мосту Патона (2013 рік)
22 січня в Києві відсвяткували День Соборності. Вже шостий рік поспіль небайдужі громадяни різного віку, з різних міст України організовують на мосту Патона в Києві «живий» ланцюг між берегами Дніпра.
Цьогоріч свято розпочалося близько 8.30 і не зважаючи на морози зібрало близько півтисячі людей. Учасники акції наголошують, що свято аж ніяк не залежить від політиків чи їхніх рішень.
«Ми будемо святкувати День Соборності завжди, в незалежності від влади, хіба що нас посадять до в'язниці, та і там би робили», — говорить Вадим Васильчук, ініціатор акції, член Братства козацького бойового звичаю «Спас».
Під час об'єднання патріоти співали українських пісень, браталися, а своєрідною родзинкою став тридцятиметровий прапор, який об'єднали воєдино з двох боків ланцюга. Також традиційно заспівали гімн України.
Одночасно свято Соборності відбулося у багатьох містах України-Одесі, Львові, Дніпропетровську та інших. А також до акції долучилися й діаспори різних країн: Німеччини, Канади, з прибалтики.

### Сьомий «живий ланцюг» на мосту Патона (2014 рік)
Незважаючи на холод, вітер та сніг, можливі ворожі дії підрозділів спецпризначення МВС, декілька сот киян провели акцію «Живий ланцюг Соборності» на мосту Патона. Вже в ході акції, надійшла страшна звістка про загибель в центрі Києва Сергія Нігояна та Михайла Жізднєвського.

### Восьмий «живий ланцюг» на мосту Патона (2015 рік)
22 січня 2015 року на мосту Патона українці з'єднали береги Дніпра.
Вже восьмий рік поспіль Братство козацького бойового Звичаю «Спас» за ініціативи Вадима Васильчука проводить на День Соборності Живий ланцюг, що символізує об'єднання України, її лівого та правого берегу.
96 років тому відбулося підписання Акту Злуки, за яким Українська Народна Республіка та Західно-Українська Народна Республіка створили єдину соборну Українську державу. В січні 1990 року живий ланцюг підтвердив прагнення українців до свободи.
Тим більший моральний обов'язок лежить на нас в ці нелегкі часи, бо лише разом ми зможемо витримати усі випробування, зберегти цілісність країни та вибороти право на вільний розвиток.
Рано вранці по мосту Патона в Києві рушили з обох берегів назустріч дві колони. Лівобережну очолювали хлопці в одностроях та з прапорами Української Народної Республіки, а правобережну — Західно-Української Народної Республіки. Кожна з колон несла свою частину 30-метрового прапора України, який на середині мосту було об'єднано в єдине ціле.
В акції взяло участь кілька сотень чоловік — це були кияни, дівчата та хлопці, чоловіки й жінки, що таким чином висловили свою активну громадянську позицію. І хоча погода була не найсприятливішою, з холодним та сирим вітром, навіть це не завадило. Присутні запалили свічки та схилили голови на вшанування пам'яті вшанування загиблих рік тому майданівців Сергія Нігояна, Михайла Жизневського та Юрія Вербицького, бійців та простих громадян — що поклали своє життя за свободу та цілісність України, та у війні з режимом і Росією.
На закінчення заходу відбувся конкурс на найкращий малюнок на обличчі. Переможцям під гучні оплески присутніх було вручено державні прапори, виготовлені вимушеними переселенцями зі східних областей. Акцію завершив гімн України.

### Дев'ятий «живий ланцюг» на мосту Патона (2016 рік)
22 січня 2016 року, в День Соборності, в Києві на мосту Патона відбулася акція «Живий Ланцюг Соборності». Під час акції кияни лівий та правий береги Дніпра, що символізує соборність, єдність та неподільність України.

Живий Ланцюг Соборності на мосту Патона вже 9-й рік поспіль організовує Братство козацького бойового звичаю «Спас», а ініціатором акції є голова БКБЗ «Спас» Вадим Васильчук. Кожного року в акції беруть кількасот киян, а рекорд кількості становив понад 1000 учасників.
Є багато людей, які постійно беруть участь в акції. Я був здивований, коли побачив людей, що брали участь в живому ланцюгу в 1990 році. Вони приходять зі своїми малюками і це дуже приємно, — каже Вадим Васильчук.
Метою Живого Ланцюга соборності є нагадати українцям про визначні дати в історії української державності — 22 січня 1918 року, коли Центральною Радою було прийнято IV Універсал, та 22 січня 1919 року, коли відбулося об'єднання Української Народної Республіки та Західно-Української Народної Республіки в одну державу. Це є свідченням того, що саме українці є творцями власної держави.
Під час акції до центру мосту Патона рухалися дві частини Живого Ланцюга Соборності. З правого берега йшли учасники, що символізували Західно-Українську Народну Республіку, а з лівого — Українську Народну Республіку. В центрі мосту колони об'єдналися та утворили єдиний Живий Ланцюг Соборності та склали 30-метровий прапор України. Учасники вшанували запаленими свічками та хвилиною мовчання тих, хто загинув 22 січня 2014 року, та всіх, хто віддав своє життя за Україну.
Незважаючи на негоду, холодний вітер та сніг, українці вкотре показали, що Україна є дійсно соборною та неподільною, живі ланцюги було утворено в багатьох містах України — Миколаєві, Рівному, Одесі, Ізюмі, Хмельницькому, Славутичі та інших.
В рамках акції відбулось урочисте підписання Меморандуму про створення Асоціації для розвитку національно-патріотичного виховання дітей та молоді, до якої долучилися набільші патріотичні організації України — Братство козацького бойового Звичаю «Спас», Цивільний Корпус АЗОВ, ПЛАСТ-НСОУ, СУМ в Україні, МНК, Молодий Народний Рух, Національний Альянс, Батьківщина Молода, Громадський Сектор Євромайдану, Всеукраїнське об'єднання військово-патріотичних клубів. Метою створення об'єднання є координація дій у сфері національно-патріотичного виховання дітей та молоді, та утвердження і популяризація в суспільстві українських національних цінностей.

### Десятий «живий ланцюг» на мосту Патона (2017 рік)
Вранці 22 січня відбулася 10-та ювілейна акція "Об'єднай береги Дніпра «Живим Ланцюгом Соборності». Понад тисяча киян долучилася до символічного об'єднання берегів Дніпра на згадку 98-мої річниці підписання IV Універсалу об'єднання УНР і ЗУНР у єдину Соборну Україну та розгорнули 30-метровий прапор України, з'єднавши блакитною та жовтою частинами лівий і правий береги Дніпра. Метою акції буде не лише вшанування Возз'єднання Східної та Західної України, але й відзначення 100-ї річниці Української революції (1917—1921 років).
Вся Україна 22 січня святкувала День Соборності, але в Києві ще й відбулася 10-та ювілейна акція, що відтворює Акт Злуки — об'єднання правого та лівого берегів Дніпра «Живим Ланцюгом Соборності» на мосту Патона. Учасники та волонтери почали збиратися ще з 9-ї ранку, розфарбовуючи обличчя в креативні прапори, сердечка та квіти в державних кольорах, фотографувалися на фоні банерів та очікували друзів і знайомих.
О 10-й годині учасники, котрі збиралися біля станції метро «Дружби Народів», та на зупинці громадського транспорту біля мосту Патону з Лівого берега (Русанівська набережна), синхронно вирушили назустріч один одному. Родзинкою акції став 30-метровий державний стяг, блакитну і жовту частину якого одночасно почали нести учасники назустріч один одному. Під звук литаврів, очолювані волонтерами у військових строях вояків Української Народної Республіки та Західно-Української Народної Республіки, дві колони з'єдналися посередині мосту, склали з двох частин державний прапор та виконали Державний Гімн України. Крім того, учасники, котрі рухалися по північній частині тротуару, ще до з'єднання посередині мосту, скандували гасла «Одна, Єдина, Соборна Україна».
Всі присутні вшанували хвилиною мовчання та запаленими свічками пам'ять Героя України, Сергія Нігояна, що був убитий 22 січня 2014 року та всіх борців, що поклали своє життя за Українську Державу.
Після урочистого об‘єднання, колона учасників рушила на лівий берег Дніпра, де організатори пригостили всіх гарячим чаєм. Також, були вручені приємні призи — книжки про історію української державності — найактивнішим волонтерам та учасникам із найцікавішими малюнками на обличчях.
Цьогоріч активну участь в організації та проведенні Живого Ланцюга Соборності взяли волонтери — школярі, студенти та дорослі кияни. Волонтери протягом дня поширили серед жителів міста стрічки у кольорах державного прапора та 10 тисяч примірників друкованої версії IV Універсалу аби ще раз згадати історію та унікальність події.
На завершення цього святкового дня для учасників акції та всіх бажаючих відбувся концерт гурту «TaRuta» в приміщенні «Gyros Food Bar». Дуже приємно, що серед численних глядачів були також і бійці Збройних Сил України, що проходять лікування у Військовому шпиталі. Глибокі, енергійні та сильні пісні у виконанні фронтмента Євгена «Їжака» Романенка та гурту «TaRuTa» нікого не лишили байдужими та викликали багато позитивних емоцій у присутніх.
Як зазначив ініціатор акції Вадим Васильчук, «Люди, які приходили в 90-му році, приходять і зараз з тими самими прапорами і дуже радіють, що акція відтворюється і уже стає певною традицією. Радує, що є чимало сімей з малюками і не зважаючи на холод та вітер, всі розуміють необхідність бути на подібних акціях. Зараз ми маємо уже 25 років Незалежності і розуміємо, що варто більше акцентувати уваги на це свято. Адже воно показує безпрецедентну необхідність і прагнення українців до об'єднання від Сяну до Дону. А поділ, котрим часто користуються популісти — це дійсно дуже штучний поділ, котрий не відповідає дійсності. Звісно 22-ге число має і трохи сумну нотку, адже саме 22 січня 2014 року ми дізналися про перші вбивства людей на Майдані. І тим не менше, ми розуміємо важливість символізму цієї акції та свята».
«Живий ланцюг Соборності» — символічна акція, яку проводять великі гурти людей, узявшись за руки. Уже вдесяте, за підтримки ініціатора дійства, Вадима Васильчука, відбувається акція «Об'єднай береги Дніпра Живим Ланцюгом Соборності». Взявшись за руки, жителі міста Києва та гості столиці створюють живий ланцюг єднання, згадуючи 98-му річницю оголошення 22 січня 1919 р. на Софіївському майдані в Києві універсалу про об'єднання УНР і ЗУНР у Соборну Україну. В Україні найбільша така подія відбулася 21 січня 1990 року, близько трьох мільйонів людей взялися за руки, з'єднавши Львів і Київ. Ініціатором акції «Живий Ланцюг Соборності» є Вадим Васильчук, організатори — Братство козацького бойового Звичаю «Спас» та ГС «Центр національно-патріотичного виховання» .

### Одинадцятий «живий ланцюг» на мосту Патона (2018 рік)
Вранці 22 січня, в День Соборності України, з обох берегів Дніпра біля мосту Патона зібралися великі групи людей з державною символікою — прапорами, стрічками, навіть малюнками на обличчях. Так розпочалась 11-та акція «Об'єднай береги Дніпра Живим Ланцюгом Соборності», яку провели Управління молоді і спорту Київської міської державної адміністрації спільно з Громадською спілкою «Центр національно-патріотичного виховання» та громадською організацією "Братство козацького бойового Звичаю «СПАС». Ініціатором акції є голова ГО "Братство козацького бойового Звичаю «СПАС» Вадим Васильчук.
Живий Ланцюг Соборності — це символічна акція за участі великих гуртів людей, що проводиться на згадку проголошення 22 січня 1919 р. на Софійському майдані в Києві Акту Злуки про об'єднання УНР і ЗУНР у єдину Соборну Україну. В Україні найбільша така подія відбулася 21 січня 1990 року, близько трьох мільйонів людей взялися за руки, з'єднавши Львів і Київ.
Щороку Живий Ланцюг Соборності об'єднує все більше учасників. Не зважаючи на робочий день та зимову прохолоду, більше двох тисяч киян долучились до участі в заході. Колону правого берега, що символізувала Західно-Українську народну республіку очолили реконструктори в історичних одностроях бійців Української галицької армії. З лівого берега, назустріч, рухалась колона, що символізувала Українську народну республіку, на чолі якої йшли козаки у формі чорних гайдамаків. Родзинкою заходу став не лише 30-метровий державний стяг, який учасники поєднали на середині мосту, але й історичний бронеавтомобіль — панцирник «Петлюра», що супроводжував рух колон. Цей панцирник було відтворено у Вінниці, і в цей день його побачили кияни.
Зустрівшись посередині мосту Патона, колони з'єднались в один живий ланцюг, символічно об'єднавши Захід та Схід України в одну єдину соборну державу. Недарма учасники йдучи, скандували гасло «Одна, єдина, соборна Україна!». Після об'єднання всі присутні заспівали державний гімн та схилили голови у хвилині мовчання, в пам'ять борців за волю України та тих, хто загинув 22 січня 2014 року під час Революції Гідності.
Далі Живий Ланцюг учасників вийшов на правий берег, де відбувся традиційний конкурс малюнків на обличчях та загальне фотографування. Панцерник «Петлюра» переїхав до центру та став на Майдані Незалежності, викликавши велику зацікавленість киян та гостей міста. Багато з них підходили сфотографуватись на його фоні та поспілкуватись з вінничанами, що керували панцирником.
На завершення Дня Соборності в кінотеатрі «Кінопанорама» відбувся святковий концерт за участі Ярослава Джуся та гурту «Шпилясті кобзарі». В їхньому виконанні козацькі, повстанські та народні пісні отримали свіже та енергійне звучання. Глядачі, серед яких було багато учасників ранкового Живого Ланцюга Соборності, високо оцінили творчість «Шпилястих кобзарів» гучними аплодисментами та запрошенням виконати їхні хіти на біс.
Сьогодні День Соборності нарешті займає своє гідне місце в історії України та в пам'яті українців. З Живого Ланцюга Соборності на мосту Патона, як за маленького вогника, виросли Живі Ланцюги, що постали в Одесі та Житомирі, Львові та Рівному, Полтаві та Тернополі, Івано-Франківську, Вінниці, Павлограді, Білій Церкві та багатьох інших містах. А символічне єднання стає реальним, об'єднуючи усіх нас, надаючи сили та енергію розвиватись і творити сильну, єдину, соборну Україну!

### Дванадцятий «живий ланцюг» на мосту Патона (2019 рік)
22 січня Україна святкує День Соборності, присвячений першому історичному об'єднанню Сходу та Заходу України в 1919 році в одну єдину соборну державу.
Живий ланцюг Соборності — щорічна акція, що присвячена Дню Соборності України та річниці з дня проголошення Незалежності України. Учасники акції символічно об'єднують береги Дніпра «живим ланцюгом» на мосту Патона в Києві, рухаючись назустріч двома колонами — з лівого берега (символізує Українську Народу Республіку) та з правого берега (символізує Західно-Українську Народну Республіку).
Акція є неполітичною, тому не допускається наявність жодної партійної або іншої символіки, лише прапори України.
22 січня 2019 року відбудеться вже 12-тий Живий Ланцюг Соборності на мосту Патона. Захід передбачає цілу низку цікавих активностей, родзинкою традиційно стане 30-метровий державний прапор, який утворять учасники акції.
Збір учасників починається о 7:30 біля двох локацій:
- на лівому березі біля останньої перед мостом зупинки громадського транспорту
(координати на карті https://goo.gl/maps/gqW2bEcwx2y), найближча до неї станція метро «Лівобережна»;
- на правому березі біля колонади при вході на міст Патона
(координати на карті https://goo.gl/maps/r4VjpmAozTq), найближча до неї станція метро «Дружби народів».
Усім охочим учасникам волонтери будуть розфарбовувати обличчя в кольорах державного прапора. Опісля акції відбудеться конкурс із визначенням трьох переможців із найкреативнішим та найсимпатичнішим малюнком на обличчі, котрим будуть вручені призи.
О 8:00 колони учасників почнуть рухатися назустріч одна одній по північній пішохідній частині мосту Патона. Кожна колона нестиме свою частину 30-метрового прапору (синю або жовту). Посередині мосту обидві колони зустрінуться та символічно об'єднають лівий та правий береги Дніпра, Схід та Захід України. Також буде утворено єдиний 30-метровий прапор України.
Після об'єднання учасники акції спільно виконають гімн України, а також вшанують пам'ять Героя України, Сергія Нігояна, що був убитий 22 січня 2014 року, та всіх борців, що поклали своє життя за Українську Державу, запаливши свічки.
Після цього всі учасники рушать в бік лівого берегу, де на них чекатиме гарячий чай, та теплий гурт однодумців, святковий салют. Всі учасники отримають роздруковану версію Акту Злуки, а також пам'ятну жовто-блакитну стрічку на згадку про акцію.  Тут же відбудеться і конкурс на найкращий малюнок на обличчі та фотосесія.

### Тринадцятий «живий ланцюг» на мосту Патона (2020 рік)
22 січня Україна відзначає День Соборності. 101 рік тому на Софіївські площі в Києві відбулась подія історичної ваги — об'єднання Української народної республіки (УНР) та Західно-Української народної республіки (ЗУНР) в єдину соборну державу — Україну.
На вшанування цієї події, щороку на мосту Патона відбувається Живий Ланцюг Соборності, організаторами якого є Братство козацького бойового Звичаю «Спас» та ГС «Центр національно-патріотичного виховання», ініціатор — Васильчук Вадим. Живий Ланцюг Соборності є наступником Ланцюга Єднання 1990 року, і проводиться щороку, починаючи з 2008.
Зранку біля мосту Патона на обох берегах Дніпра збираються кияни — молодь, дорослі та літні люди, чоловіки й жінки — багато з них мають жовто-блакитні прапори чи стрічки.
З лівого берега рухається колонна, що символізує Українську народну республіку, на чолі колони йдуть хлопці в строях Чорних гайдамаків із прапором та хоругвою УНР. З правого берега їм назустріч рухається друга колона, яку очолюють учасники в строях Української галицької армії (УГА). Кожна з колон несе частину 30-метрового державного прапору — синю або жовту.
Посередині мосту Патона відбулась зустріч та об'єднання обох колон — а, відтак, символічне об'єднання Сходу та Заходу України. Учасники утворили 30-метровий державний прапор та вшанували хвилиною мовчання тих, хто загинув 22 січня 2014 року на Майдані, та всіх тих, хто віддав своє життя та здоров'я за свободу та незалежність України. Після виконання державного гімну, всі учасники — а це майже півтисячі чоловік — вийшли на лівий берег для спільного фото.
22 січня, це не просто ще одна святкова дата в календарі. Це 100 років боротьби, це згадування людей, що пожертвували найдорожчим, життям, за те, аби ми жили в своїй країні. І лише від нас залежить, якою вона буде.
Щороку Живий Ланцюг Соборності на мосту Патона це живе нагадування про те, що є надзвичайно важливим — єдність всіх, кому не байдужа доля України!

### Чотирнадцятий «живий ланцюг» (2021 рік)
22 січня Україна святкує День Соборності, присвячений першому історичному об'єднанню Сходу та Заходу України в 1919 році в одну єдину соборну державу.
Живий ланцюг Соборності — щорічна акція, що присвячена Дню Соборності України та річниці з дня проголошення Незалежності України. Щороку учасники акції символічно об'єднують береги Дніпра «живим ланцюгом» на мосту Патона в Києві, рухаючись назустріч двома колонами — з лівого берега (символізує Українську Народу Республіку) та з правого берега (символізує Західно-Українську Народну Республіку).
В 2021 році День Соборності припадає на локдаун. Ми суворо дотримуємось карантинних обмежень, які забороняють проведення масових заходів, а отже не зможемо зібратись разом на мосту Патона, як в попередні роки.
Але це зовсім не означає, що Живого Ланцюга Соборності не буде! Ми, разом з Вами створимо перший віртуальний Живий Ланцюг Соборності, який об'єднає лівий та правий береги Дніпра, Київ, Харків, Одесу, Львів, Запоріжжя, сотні й тисячі міст та сіл України, мільйони наших сердець.
Долучайтесь разом із близькими до Сімейного Живого Ланцюга Соборності!
Бо Україна єдина! А разом ми незборимі!